# Bahnstromleitung Muttenz–Haltingen

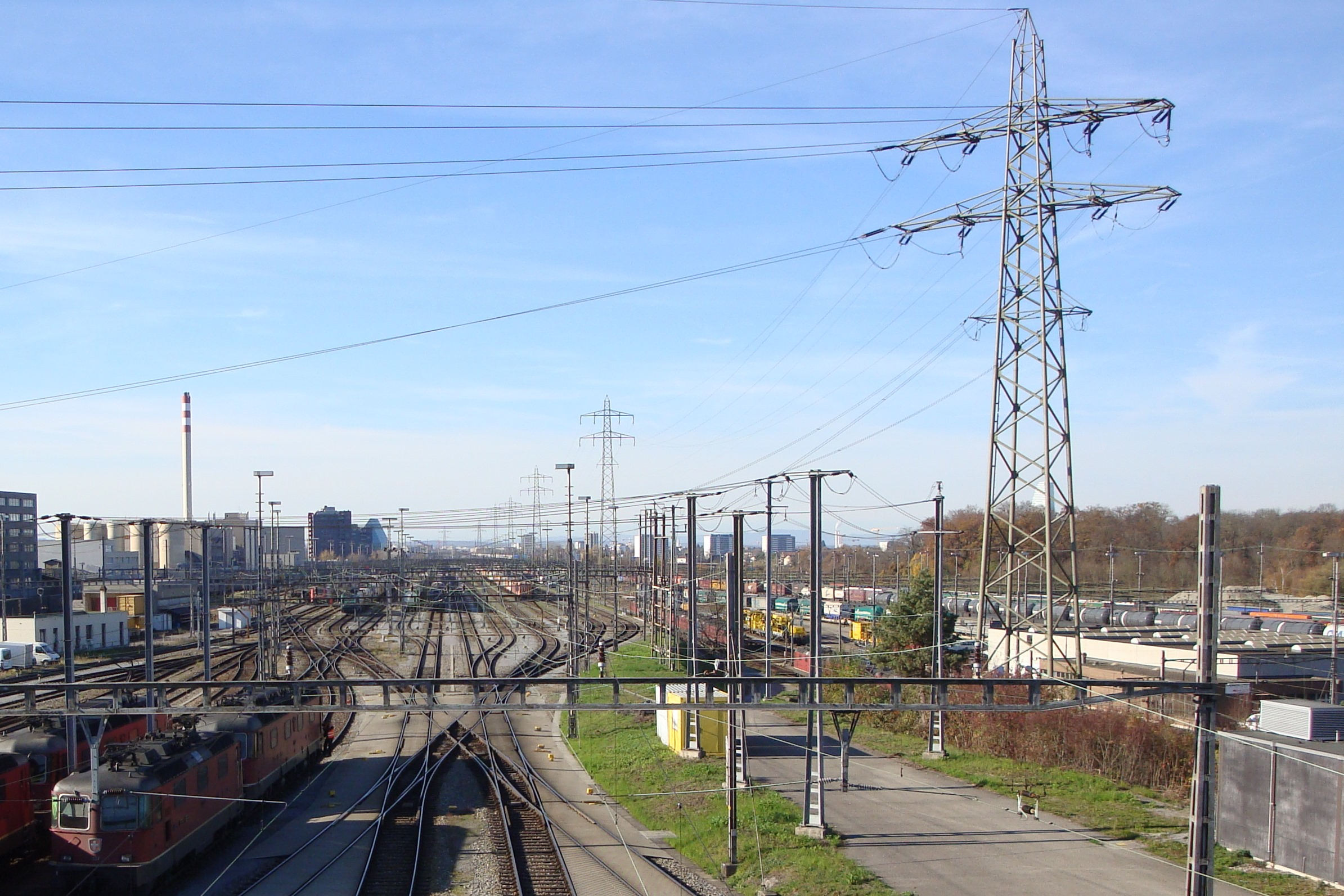
Die Bahnstromleitung Muttenz-Haltingen im Bereich des Rangierbahnhofes Muttenz. Oben befinden sich die beiden Leitungen Muttenz-Haltingen 1 und 2. In der Mitte links die Leitung Muttenz-Delémont. In der Mitte rechts und unten sind Speiseleitungen für die Fahrleitungen (15 kV)

Die Bahnstromleitung Muttenz-Haltingen verbindet die Unterwerke der Schweizerischen Bundesbahnen in Muttenz und der DB Energie in Haltingen durch eine vierpolige Netzkuppelstelle. Diese Bahnstromleitung teilt einen Mast mit der von Rupperswil kommenden Leitung und ist anschließend der Bahntrasse entlang mit der Leitung nach Delémont zusammengelegt. Früher war sie der Basler Verbindungsbahn entlang zum Badischen Bahnhof oberirdisch gebaut; heute beginnt bei der kanalisierten Birs der unterirdische Abschnitt. Rechts des Rheines ist sie erneut als Freileitung gebaut – in Einebenanordnung mit einer für die Deutsche Bahn typischen Gittermasten-Bauweise.
Diese Bahnstromleitung bildet neben der Bahnstromleitung zwischen Etzwilen und Singen (Hohentwiel) eine von zwei Verbindungen zwischen dem Bahnstromnetz der Deutschen Bahn in Deutschland und dem Netz der SBB in der Schweiz. Die Leitung ist für die SBB bedeutsam, da in der Schweiz im Gegensatz zur Situation in Deutschland bisher noch keine dichte Vermaschung zwischen den Bahnstromkraftwerken und den Unterwerken erreicht werden konnte und das SBB eigene Netz daher für Fehlbelastungen empfindlich ist.
An der Netzkuppelstelle besteht ein galvanisch getrennter Übergang zwischen dem Hochspannungsnetz der DB Energie mit 110 kV und dem Hochspannungsnetz der SBB mit 132 kV/66 kV.